# История почты и почтовых марок Подветренных островов
История почты и почтовых марок Подветренных островов охватывает развитие почтовой связи в британской колонии Подветренные (Левардские) острова в Вест-Индии, которая включала группу островов в состав Малых Антильских (Антигуа, Доминика, Виргинские, Монтсеррат, Невис, Сент-Кристофер) и существовала в 1871—1956 годах (с 1958 по 1962 год все острова, кроме Британских Виргинских островов, были объединены в Вест-Индскую Федерацию). Выпуск собственных почтовых марок был налажен для каждого острова, а в 1890—1954 годах марки Подветренных островов находились в обращении на всех островах.

## Выпуски почтовых марок
На всех Британских Подветренных островах — Антигуа, Доминика, Монтсеррат, Невис, Сент-Кристофер (Сент-Китс) и Виргинские острова — в почтовом обращении были почтовые марки с надписью англ. «Leeward Islands» («Подветренные острова») в период с 1890 года до 1 июля 1956 года, часто одновременно с почтовыми марками с надписью названия отдельной колонии.

### Первые марки
Первый выпуск 1890 года представлял собой рисунок колониального типа марок с обычным профилем королевы Виктории, было выпущено восемь марок номиналом от ½ пенни до 5 шиллингов.

### Последующие эмиссии
В 1897 году на них была сделана надпечатка логотипа празднования бриллиантового юбилея Виктории, а в 1902 году на марках номиналом в 4, 6 и 7 пенсов была произведена надпечатка нового номинала в 1 пенни.
Рисунок выпуска 1890 года был также использован для почтовых марок короля Эдуарда VII, а также королей Георга V и Георга VI, с несколькими вариациями водяных знаков и оттенков цвета. В 1928 году вышла большая почтовая марка номиналом в 1 фунт, которая была обновлена для нового монарха по восшествии на престол Георга VI.
Среди памятных марок Содружества с общим рисунком в период с 1946 года по 1949 год были почтовые марки с надписью «Leeward Islands» («Подветренные острова»). В 1951 году на выпуске, посвящённом Вест-Индскому университету нашёл своё отражение переход на центы и доллары, равно как и на стандартной серии 1954 года с портретом королевы Елизаветы II.